# Казимир Стецький
Казими́р-Станісла́в Ян Сте́цький (між 1661 і 1678 – 1748) – руський (український), польський шляхтич з роду Стецьких, власного гербу Радван. Родове гніздо – Стечанка. Великий землевласник у Київському та Волинському воєводствах. Військовий та політичний діяч Речі Посполитої.

## Політична та військова кар'єра.
Казимир Стецький походив з давнього руського боярського роду Стецьких, який є однію з гілок роду Калениковичів. Син мечника київського Яна Стецького (пом. бл. 1678) та шляхтянки Гелени з Іваницьких. Належить до т.з."межиріцької гілки" Стецьких, репрезентантом якої є дід Казимира Стецького – київський чесник Ян Стецький. Назва походить від містечка Межиріч, яке вже після смерті Казимира, купив його син Ян Казимир Стецький.
За згадками Тадеуша-Єжи Стецького, Казимир Стецький виховувався військовим, згідно родинних традицій. У 1691 році він обіймав уряди старости серебрянського (Серебря на Поділлі), згодом підстарости гродського житомирського та володимирського. 14 вересня 1701 року, будучи підчашим житомирським, він склав присягу на уряд підстарости гродського житомирського. Юридично ж уряд підчашого, отримав 7 березня 1702 року.
Під час політичної діяльності, Казимир Стецький перебував у таборі короля Августа II Сильного. Від поч. XVIII ст., активно влився в політичне життя на Волині та Київщині, взявши участь у шляхетському самоврядуванні. Зокрема керував однією з протестуючих груп сеймуючої шляхти Київського воєводства. У травні 1703 року протестував на сеймику того ж воєводства, та звинуватив старосту овруцького Франциска Потоцького у зірванні сеймику київського. У 1705 році, розійшлися слухи про смерть Казимира Стецького й король Август II Сильний навіть віддав був уряд підчашого житомирського іншій особі. На сеймику в Житомирі був обраний послом до короля Августа II та гетьмана великого коронного Адама Миколая Сенявського. Був депутатом на Трибуналі коронному від воєводства Київського. Приблизно від поч. 1707 року обіймав уряд судді гродського володимирського. Брав участь у діяльності Сандомирської конфедерації. В 1709 році виконував функції комісара воєводства Київського на Трибуналі скарбовому.
14 квітня 1710 року, отримав уряд хорунжого київського. На сеймику житомирському, 17 вересня того ж року, знову був обраний послом до короля. Перебував на той час у ранзі поручника панцерної хоругви, каштеляна волинського Михайла Лешневського. Вочевидь у 1711 році, став депутатом Трибуналу коронного, де переважно захищав інтереси Адама Миколая Сенявського. 20 лютого 1713 року, був номінований на уряд підкоморія київського, після звістки про смерть попередника на цій посаді Юрія-Андрія Чаплича-Шпанівського. На сеймику в Житомирі 13 вересня 1713 року був членом по розмежуванню земель із Московією, оскільки його володіння розташовувалися на східному прикордонні, а частину з них утратив. Приблизно від кінця 1714 року, Казимир Стецький мав звання полковника.
30 січня 1717 року, отримав дев'ять королівських привілеїв на різні уряди у воєводстві Київському для "своїх людей", які захищали його інтереси, а сам знову отримав підкоморство київське, хоч раніша звістка про смерть Юрія-Андрія Чаплича-Шпанівського виявилася неправдивою. 26 жовтня 1718 року, отримав лист приповідний на командування панцерною хоругвою. У 1719 році згадується, як хорунжий київський, житомирський і володимирський гродський підстароста. 17 листопада 1722 року, отримав від короля Августа II уряд київського каштеляна, та 23 листопада, вже будучи сенатором, брав участь у посеймовій раді Сенату. В березні 1727 року, керував Сеймиками депутатськими й господарськими в Житомирі. 
Під час надзичайного Сейму 1733 року, перерваного смертю короля Августа II Сильного, закликав знать до добровільних пожертв на потреби Речі Посполитої. Сам ніби то, віддав з цією метою "пів своєї фортуни". На конвокаційному сеймі змушений був присягнути заради виключення чужоземців на трон Речі Посполитої, що було ключовим питанням для табору прихильників Станіслава Лещинського. Згодом, під час вільної елекції віддав свій голос за нього. 6 липня 1734 року, видав універсал у своєму маєтку Кустині, де повідомлялося про бунти підданих в Київському воєводстві, та напади на панські Двори. У др. пол. 1735 року, коли поразка табору короля Станіслава Лещинського стала вже очевидною, Казимир Стецький перейшов на бік короля Августа III. До 1736 року мав панцерну хоругву з 50 коней в полку цього короля. 1735 року підписав диплом елекції Августа III. 
У 1738 році, Казимир Стецький домагався видання маніфесту, відносно самовільного проходу московською армією через терени Речі Посполитої під час московсько-турецької війни. Однак водночас, виступав проти війни з Московією, оскільки вважав тоді Річ Посполиту заслабкою для цього. На сеймі в 1740 році, займався зборами для війська через небезпеку з боку Пруссії. Нарікав на корупцію в судах, занепад трибуналів і падіння престижу посади маршалка. У 1744 році, Казимир Стецький пропонував особистий метод поповнення армії. Згідно його пропозиції, шляхтич, який отримав відповідний урядовий ордер, мав виставляти до війська 100 драгунів, а шляхетна людина з титулом "князь" – 1 000 драгунів. На сеймі 1746 року пропонував збільшити армію втрічі, а на її утримання виділяти доходи від биття монети, та видобутку сухої солі. У 1747 році, одноголосно був обраний маршалком Трибуналу скарбового й успішно керував ним аж до своєї смерті. Помер Казимир Стецький, 4 або 20 лютого 1748 року, можливо у Варшаві. Похований був у червні наступного 1749 року в селі Кустині, одному з головних своїх маєтків, неподалік Рівного.

## Фундаторська діяльність.
Відомо, що в 1721 році, Казимир Стецький підіймав питання на сеймику київському стосовно фундації кафедрального костелу в Житомирі. 1724 року фундував там міську єзуїтську школу, та його стараннями було зведено дерев'яний костел. Записав 80 000 золотих польських з маєтку Красне для острозького єзуїтського колегіуму. У 1729 році, разом з другою своєю дружиною Антоніною Коссаковською надав привілей для ордену бернардинців на будівництво костелу й монастиря на 12 ченців у селі Кустині, в сумі 15 000 золотих, на добрах трьох сіл у повіті Луцькому, та 50 000 золотих на добрах Кустина. Фундуш цей був прийнятий бернардинцями в 1737 році, але створено в Кустині було тільки їхню невелику резиденцію з меншою кількістю присланих туди ченців. Одночасно, Казимир Стецький фундував і унійні храми, які переважали в його володіннях.

## Земельні справи та надбання.
У 1722 році розділив дідичні володіння Стечанку, Хабно й Іллінці у воєводстві Київському з Томашом Стецьким, а також Іванчиці, Княгинин, Серники й Тростянку у воєводстві Волинському. 28 січня 1704 року склав угоду в Луцьку з братом Михайлом Стецьким, за якою той отримував пожиттєву щорічну платню 300 золотих, та водночасі відмовлявся на користь Казимира від своїх дідичних володінь. У 1713 році набув село Кустин у Луцькому повіті Волинського воєводства. Там же, влітку 1735 року зробив нове земельне надбання, купивши у волинських шляхтичів Бабинських їхнє родове гніздо Бабин з присілком Антополем (або ще Волькою Бабинською). В період з 1735 по 1738 роки купив села Понебель, Карпилівку та Рогачів. Приблизно в тих же роках набув родове гніздо Чапличів-Шпанівських село Шпанів.
Від 1710 року мав у заставі містечко Бараші у воєводстві Київському, від коронного підстолія Міхала кн. Любомирського. Від 1715 року, мав з перервами у триманні від унійного митрополита Льва Кішки, міста Радомишль та Унин у Київському воєводстві, разом із селами Микуличами й Мирохином. Вже задовго після смерті митрополита Кішки (1728), у 1742 році, змушений був їх повернути унійній митрополії, через тривалі судові процеси, які тягнулися щонайменше з 1719 року. 20 лютого 1713 року, отримав привілей на села Станишівку, Сикунь і Борик у воєводстві Київському. Також отримав певні добра зі староства Романівського, у тому ж воєводстві. У 1716 – 1719 роках, був державцею староства Житомирського. 19 листопада 1719 року, отримав, як рекомпенсацію за втрачені задніпрянські володіння, за військові заслуги та сеймову діяльність, привілей на спустошені козацькими війнами добра Дідівщину й Гуляки. 29 листопада 1722 року отримав староство Димерське для жінки Антоніни, та право на 12 ярмарків у Димері, Демидові, Дідівщині та Луб'янці.
В цілому, за своє життя Казимир Станіслав Стецький набув чималу кількість поселень та земель, де активно провадив господарство (млини, ставки, рудні). У своїх маєтках часто хоронив міщан та жидів, дбав про розвиток села, та запобігав такому явищу, як збіги селян.

## Родина.
Першим шлюбом Казимир Стецький був з Іоанною Насеровською, а другим, з хорунжівною волинською Антонію Коссаковською, донькою Олександра Коссаковського, стольника чернігівського. Від другого шлюбу мав щонайменше 4-х дітей:
1. Маріанна Стецька (пом. до 1748), у шлюбі з Антонієм Ожгою, старостою бишівським.
2. Кароліна Стецька, у шлюбі з Казимиром Мацеєм Оскеркою, каштеляном мозирським.
3. Кристина Стецька, у шлюбі з Франциском Загурським, старостою овруцьким.
4. Ян Казимир Стецький, хорунжий великокоронний, мав три шлюби. Першим, з донькою канцлера Яна Малаховського – Маріанною Терезою (Маріанною-Юзефою), від якої мав 3-х синів: Іґнація, Кароля та Юзефа. Другим шлюбом з донькою серадзького воєводи Міхала Валевського – Теодорою, від якої мав доньку Дороту (пом. 23.05.1854 в Парижі). Третім шлюбом, вже під кінець свого життя, з донькою львівського каштеляна Юзефа Попеля – Михалиною, яка невдовзі його покинула. Дітей від цього шлюбу не було.

Казимир-Станіслав Стецький, можливо мав ще синів Каєтана й Франциска, які померли в дитинстві.